# Sophia Al Maria
Sophia Al Maria, née en 1983, est un artiste, écrivaine et cinéaste américano-qatarienne basée à Londres. Son travail a été exposé à la Biennale de Gwangju, au New Museum of Contemporary Art et au Whitney Museum of American Art de New York, à la Biennale de Venise et à la Tate Britain de Londres. Ses écrits ont été publiés dans Harper's Magazine, Five Dials et Triple Canopy et elle est rédactrice collaboratrice chez Bidoun.
Elle a inventé et développé le concept de « futurisme du Golfe », un terme destiné à saisir le mélange unique de modernisation rapide, d'influences mondiales et de contrastes socio-économiques de la région du Golfe Persique.
Ses mémoires, The Girl Who Fell To Earth, ont été publiés en 2012.

## Biographie

### Jeunesse et formation
Sophia Al Maria naît en 1983 d'une mère américaine de Puyallup et d'un père qatari. Elle grandit dans les deux pays pendant son enfance.
Elle étudie la littérature comparée à l'Université américaine du Caire et les cultures auditives et visuelles à Goldsmiths, Université de Londres. Elle s'est ensuite installée au Qatar, où elle a travaillé à l'ouverture du musée d'art contemporain Mathaf, aux côtés des conservateurs Wassan Al-Khudhairi (en) et Deena Chalabi. Al Maria qualifie cette expérience de formatrice : « chargée de rencontrer et d'interviewer des artistes comme Hassan Sharif (en) ou Zineb Sedira ; c'était ma véritable éducation artistique. Cette proximité a été, d'une certaine manière, la façon dont je suis entrée dans la création artistique. »

### Carrière
Sophia Al Maria reçoit en 2009 le prix du cinéaste le plus prometteur au Festival du film de Doha Tribeca.
Elle publie ses Mémoires, The Girl Who Fell To Earth en 2012 — les premiers mémoires en anglais écrits par un auteur qatari. L'ouvrage raconte l'éducation d'Al Maria entre sa « famille redneck de l'État de Washington » et sa famille bédouine au Qatar. Le récit explore les thèmes des cultures conflictuelles, de l’immigration et de la croissance personnelle.
En 2014, un film développé par Al Maria appelé Beretta a été abandonné pour des raisons juridiques. L'histoire tournait autour d'un vendeur de lingerie égyptien qui se lance dans une série de meurtres dont toutes les cibles sont des hommes, présentant quelques similitudes avec le film Taxi Driver de 1976. Elle écrit un roman, Virgin with a Memory (2014), partiellement basé sur Beretta. Les droits de Beretta ont été achetés en 2024 par les producteurs Uri Singer (en) et Aimee Peyronnet.
Al Maria a écrit plusieurs films, dont The Watcher #1 (2014), The Magical Slate (2017) et Mirror Cookie (2018).
En 2020, Al Maria produit et coécrit la mini-série britannique Little Birds. L'émission a été diffusée sur Sky Atlantic et a reçu des critiques généralement positives.

## Œuvre

### Futurisme du Golfe
À la fin des années 2000, Al Maria invente le terme « futurisme du Golfe » (en anglais : Gulf futurism) pour désigner la modernisation rapide des villes du Golfe Persique comme Dubaï et Doha après la découverte de pétrole. Ce terme englobe l’essor de la construction d’hôtels de luxe, de centres commerciaux et de macroingénierie, ainsi que l’assimilation des tribus bédouines dans une culture de consommation internationale.
Ce concept postule que des aspects du futur, tels qu’envisagés par les sociétés occidentales, sont déjà manifestes dans les États arabes du Golfe. Al Maria décrit le Golfe comme un point focal des changements mondiaux, caractérisé par un développement rapide, une économie pétro-capitaliste et des environnements climatisés avancés avec une architecture imposante rappelant les paysages néon décrits dans la littérature cyberpunk des années 1980.
Au cœur du futurisme du Golfe se trouve le paysage socio-économique particulier des États du Golfe, en particulier l’influence omniprésente de la richesse pétrolière et de la culture de consommation. La vie des adolescents dans ces pays tourne souvent autour des centres commerciaux, des jeux vidéo et de la télévision. Selon Al Maria, cette immersion dans les réalités virtuelles et les médias mondiaux est devenue un trait caractéristique de la culture de la jeunesse du Golfe.
La prévalence des centres commerciaux dans la région du Golfe est un thème important du futurisme du Golfe. Les centres commerciaux fonctionnent comme des espaces multifonctionnels où se déroulent divers aspects de la vie sociale, notamment des réunions secrètes et des routines d'exercice pour les femmes. Al-Maria se souvient avoir vu des femmes en abaya et en chaussures de la marque Nike faire du jogging dans un centre commercial et des adolescents échanger secrètement leurs numéros de téléphone. Cet environnement de déconnexion et de communication secrète illustre selon elle la dynamique sociale unique du Golfe.
Les œuvres d’Al Maria, qui comprennent des vidéos et des écrits, mélangent souvent des éléments de science-fiction avec des thèmes dystopiques pour critiquer l’impact socio-environnemental du développement rapide. Son exposition Black Friday au Whitney Museum en 2016 a dépeint les centres commerciaux de Doha comme des lieux de piégeage des consommateurs et de dislocation culturelle, soulignant les effets désorientants de l'hypermodernité.
Un projet artistique d'Al Maria, Sci-fi Wahabi, incarne le mélange d'éléments traditionnels et futuristes du futurisme du Golfe. Dans ce projet, elle adopte un alter ego imposant orné de lunettes de soleil laser et d'une abaya. Ce personnage incarne l’intersection de l’héritage culturel et de l’imagination futuriste, soulignant la nature innovante et souvent surréaliste du futurisme du Golfe.

### Conservation dans des collections publiques
Ses œuvres sont conservées dans les institutions muséales suivantes :
- Émirats arabes unis
  - Barjeel Art Foundation (en), Charjah
- États-Unis
  - Musée d'Art du comté de Los Angeles, Los Angeles
  - Musée d'Art contemporain de Chicago, Chicago
  - Whitney Museum of American Art, New York
- France
  - LUMA Foundation (en), Arles
- Qatar
  - Mathaf, Doha
- Royaume-Uni
  - Tate Modern, Londres

### Publications
Sophia Al Maria a publié plusieurs ouvrages :
- The Girl Who Fell to Earth, New York, Harper Perennial, 2012
- Virgin with a Memory, Manchester, Cornerhouse Publications, Manchester, 2014
- Sad Sack: Collected Writings, Londres, Book Works, 2019